# الرجل الأرنب
الرجل الأرنب (بالإنجليزية: Bunny Man)‏ هي أسطورة حضرية نشأت من حادثتين في مقاطعة فيرفاكس، فرجينيا في عام 1970م، ولكنها انتشرت في جميع أنحاء واشنطن العاصمة وماريلاند. الأسطورة لها العديد من الاختلافات ومعظمها يتعلق برجل يرتدي زي أرنب يهاجم الناس بفأس.

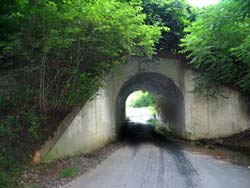
جسر الرجل الارنب

حدث معظم القصص حول جسر كولشستر، وهو ممر علوي للسكك الحديدية الجنوبية يمتد على طريق كولشيستر بالقرب من كليفتون، فيرجينيا، يشار إليه أحيانًا باسم «جسر الرجل الأرنب». تختلف الأسطورة في اسم الأرنب والدوافع والأسلحة والضحايا ووصف زي الأرنب أو عدم وجوده، وأحيانًا حتى موته المحتمل. في بعض الروايات، يُقال إن شبح الأرنب يخرج من مكان وفاته كل عام في عيد الهالوين لإحياء ذكرى وفاته.

## الأصل والتاريخ
في مكتبة مقاطعة فيرفاكس العامة أجرى المؤرخ بريان أ. كونلي بحثًا مكثفًا حول أسطورة الرجل الأرنب. لقد حدد حادثتين لرجل يرتدي زي أرنب يهدد الناس بفأس. وقعت تقارير التخريب بفاصل عشرة أيام في عام 1970 في بورك، فيرجينيا.
تم الإبلاغ عن الحادثة الأولى مساء يوم 19 أكتوبر 1970، من قبل كاديت روبرت بينيت وخطيبته، اللذان كانا يزوران أقاربهما على طريق غينيا في بورك. فعند حوالي منتصف الليل، أثناء عودتهم من مباراة كرة قدم، ورد أنهم أوقفوا سيارتهم في حقل على طريق غينيا «لزيارة عم يعيش عبر الشارع حيث كانت السيارة متوقفة». عندما جلسوا في المقعد الأمامي مع تشغيل المحرك، لاحظوا شيئًا يتحرك خارج النافذة الخلفية. وبعد لحظات، تحطمت نافذة الراكب الأمامي، وكان هناك شخص يرتدي ملابس بيضاء يقف بالقرب من النافذة المكسورة. بينما صرخ الرجل في وجههم بشأن التعدي على ممتلكات الغير، وقال «أنت في ملكية خاصة، ولدي رقم البطاقة الخاص بك.» حيث اكتشف الزوجان فأس على أرضية السيارة وهو ماحطم زجاج سيارتهم.
حدثت المشاهدة الثانية المبلغ عنها في مساء 29 أكتوبر 1970م، عندما اقترب حارس أمن البناء بول فيليبس من رجل يقف على شرفة منزل غير مكتمل، على طريق غينيا. قال فيليبس إن الرجل كان يرتدي زي الأرنب الرمادي والأسود والأبيض، وكان يبلغ من العمر حوالي 20 عامًا. وكان الرجل يضرب عند عمود الشرفة بفأس ذي مقبض طويل، قائلاً: «إنك تتعدى على ممتلكات الغير. إذا اقتربت أكثر، سأقطع رأسك».
فتحت شرطة مقاطعة فيرفاكس تحقيقات في كلا الحادثين، ولكن تم إغلاق كليهما في النهاية لعدم كفاية الأدلة. في الأسابيع التي أعقبت الأحداث، اتصل أكثر من 50 شخصًا بالشرطة مدعين أنهم شاهدوا «الرجل الأرنب». ذكرت العديد من الصحف، بما في ذلك الواشنطن بوست. مقالات صحفية هذا الحادث، هي:
- «رجل يرتدي زي الأرنب مطلوب في فيرفاكس» (22 أكتوبر 1970) [4]
- «ظهور الأرنب» (31 أكتوبر 1970) [4]
- «رأى الرجل الأرنب» (4 نوفمبر 1970)
- «تقارير الأرنب تتكاثر» (6 نوفمبر 1970)

في عام 1973، قدمت باتريشيا جونسون، وهي طالبة في جامعة ميريلاند ، كوليدج بارك، ورقة بحثية أرخت بدقة 54 اختلافًا في الحادثتين.

### ممر كولشيستر
تم بناء جسر كولشيستر في حوالي عام 1906م  بالقرب من موقع محطة سانجستر، وهي محطة سكة حديد تعود إلى فترة الحرب الأهلية على ما كان يُعرف سابقًا بخط سكة حديد أورانج والإسكندرية. نظرًا لارتباطه بالأسطورة، يعد الجسر وجهة شهيرة لعشاق الخوارق (صائدي الأشباح) والباحثين عن الفضول (رواد الأسطورة). ويزداد الاهتمام قرب عيد الهالوين، وبدءًا من عام 2003، بدأت السلطات المحلية في التحكم في الوصول إلى المنطقة خلال عيد هالوين. وخلال عيد الهالوين عام 2011، تم إبعاد أكثر من 200 شخص تجمهروا، بعضهم قدم من أماكن بعيدة.